# Бона (Пиј де Дом)
Бона (фр. Bongheat) насеље је и општина у централној Француској у региону Оверња, у департману Пиј де Дом која припада префектури Клермон Феран.
По подацима из 2011. године у општини је живело 396 становника, а густина насељености је износила 35,36 становника/km². Општина се простире на површини од 11,20 km². Налази се на средњој надморској висини од 457 метара (максималној 621 m, а минималној 363 m).

## Демографија
| 1962. | 1968. | 1975. | 1982. | 1990. | 1999. | 2011. |
| ----- | ----- | ----- | ----- | ----- | ----- | ----- |
| 250   | 239   | 198   | 205   | 221   | 241   | 396   |

График промене броја становника у току последњих година